# Lo straccione
Lo straccione (The Jerk) è un film del 1979 diretto da Carl Reiner, con Steve Martin.

## Trama
Navin è il figlio adottivo di due genitori di colore che da poveraccio diventa ricchissimo, facendo la fortuna dei suoi genitori, salvo ritornare poi uno straccione.

## Riconoscimenti
Nel 2000 l'American Film Institute l'ha inserito all'89º posto della classifica delle cento migliori commedie americane di tutti i tempi.